# Drosophila dyaramankana
Drosophila dyaramankana este o specie de muște din genul Drosophila, familia Drosophilidae, descrisă de Burla în anul 1954.
Este endemică în Ivory Coast. Conform Catalogue of Life specia Drosophila dyaramankana nu are subspecii cunoscute.